# Haugalandet
Haugalandet er et geografisk område omkring byen Haugesund. Regionen består af dele af det nordlige Rogaland fylke og sydlige Vestland fylke. Haugalandet består af de 9 kommuner Bokn, Etne, Haugesund, Karmøy, Sauda, Sveio, Tysvær, Utsira og Vindafjord.
Etne og Sveio ligger i Sunnhordland Hordaland fylke. Ølen kommune hørte tidligere til i Hordaland, men blev 1. januar 2002 overført til Rogaland. Kommunerne Ølen og Vindafjord slog sig sammen fra 1. januar 2006 til Vindafjord kommune.
Haugaland er ikke et præcist defineret historisk område, men et område for kommunalt samarbejde og et begreb, erhvervslivet bruger for at skabe identitet. Også store dele af Sunnhordland og Hardanger bliver ofte regnet med i begrebet Haugalandet, eller man bruger begrebet udelukkende om kommunerne Haugesund og Karmøy.
I 2005 havde kommunerne, som udgør Haugalandet tilsammen 100.928 indbyggere. Bycentrum og vigtigste servicekommune for Haugalandet er Haugesund.